# Красный Яр (Энгельсский район)
Красный Яр — село в Энгельсском районе Саратовской области России. Административный центр Красноярского муниципального образования. Основано как немецкая колония Красный Яр/Вальтер в 1767 году. Население — 3232 (2021).

## География
Расположено в северной части Энгельсского муниципального района, на берегу реки Берёзовки и протоки реки Волги. Расстояние до города Энгельса — 28 км, до железнодорожной станции Анисовка Приволжской железной дороги — 40 км.

## Название
Колония имела несколько названий: Вальтер по фамилии первого старосты, Цезаровка — по колонистскому комиссару Цезару. Русское название Красный Яр, вероятно, происходило от искаженных немецких слов «Gras» (трава) и «Jahr» (год) — Grasjahr — «травяной год». Существует альтернативная версия, согласно которой село названо в честь яра — крутого высокого берега реки Берёзовка, на котором и расположено село. Красным же яр назван по характерному для склона цвету почвы: песочному с вкраплениями красно-бурого. Также была известна как Немецкий Краснояр и Красный Колонок.

## История
Прибывшие из немецких государств переселенцы, откликнувшиеся на манифесты 1762—1763 годов императрицы Екатерины II, приглашавшей жителей европейских стран переселиться в Россию, основали 20 июля 1767 года (по другим данным — в 1764—1766 годах) в заволжской части Саратовского уезда Астраханской губернии, на реке Берёзовке колонию Красный Яр.
В 1835 году в Саратовской губернии был образован Новоузенский уезд, частью которого стал немецкий Красноярский округ с центром в колонии Красный Яр. В 1851 году Новоузенский уезд был передан в новообразованную Самарскую губернию, и в 1871 году немецкий Красноярский округ преобразован в Красноярскую волость.
В селе имелась лютеранская церковь, земская и церковно-приходская школы, библиотека, земский приемный покой, глазная лечебница, почтовое отделение, а также промышленные предприятия: кирпичный завод, паровая, водяная и 10 ветряных мукомольных мельниц.
При создании в 1918 году автономной области немцев Поволжья Красноярская волость была включена в состав её Баронского уезда (c июня 1919 года — Марксштадский уезд). Согласно декрету ВЦИК от 17 февраля 1921 года из Марксштадского уезда был выделен Нижне-Караманский район с центром в селе Красный Яр. Декретом ВЦИК РСФСР от 22 июня 1922 года «Об изменениях в составе Трудовой коммуны немцев Поволжья» Нижне-Караманский район был переименован в Красноярский кантон (19 декабря 1923 года автономная область была преобразована в АССР немцев Поволжья).
При расформировании в 1927 году Красноярского кантона село Красный Яр было включено в состав Марксштадского кантона, с января 1935 года Красный Яр стал центром воссозданного Красноярского кантона и его одноимённого сельсовета.
После ликвидации АССР немцев Поволжья с сентября 1941 года по 1956 год село являлось центром Красноярского района Саратовской области.

## Население
По 5-й ревизии 1788 года в колонии Красный Яр насчитывалось 105 семейств, включая 277 душ мужского пола и 260 душ женского пола, 260 ж.п., по 6-й ревизии 1798 г. — 114 семейства, 354 душ м.п., 330 ж.п., по 7-й ревизии 1816 г. — 127 семейства, 534 душ м.п., 502 ж.п., по 8-й ревизии 1834 г. — 199 семейства, 878 душ м.п., 914 ж.п., по 9-й ревизии 1850 г. — 294 семейства, 1244 душ м.п., 1308 ж.п., по 10-й ревизии 1857 г. — 310 семейства, 1500 душ м.п., 1504 ж.п. По сведениям Самарского Губернского Статистического Комитета в колонии в 1910 г. насчитывалось 1081 двор с числом жителей 7345 душ об. п., в том числе муж. п. — 3360, жен. п. — 3985.
По Всесоюзной переписи населения СССР 1926 года село Красный Яр насчитывало 847 домохозяйств с населением 4546 чел. (2177 муж. п., 2369 жен. п.), в том числе немецкое население — чел. (2128 муж. п., 2336 жен. п.), домохозяйств — 834.
Динамика численности населения
| 1767 | 1773 | 1788 | 1798 | 1816 | 1834 | 1850 | 1859 | 1883 | 1889 | 1897 | 1905 | 1910 | 1920 | 1922 | 1923 | 1926 | 1931 |
| ---- | ---- | ---- | ---- | ---- | ---- | ---- | ---- | ---- | ---- | ---- | ---- | ---- | ---- | ---- | ---- | ---- | ---- |
| 363  | 460  | 537  | 684  | 1036 | 1792 | 2552 | 3131 | 4343 | 4484 | 4721 | 7514 | 7345 | 6569 | 4724 | 4008 | 4564 | 5145 |

| 1939 | 2002  | 2010  | 2015  | 2021  |
| ---- | ----- | ----- | ----- | ----- |
| 4631 | ↘3118 | ↗3255 | ↗3469 | ↘3232 |

## Инфраструктура
В селе имеются школа, дом культуры, амбулатория, пекарня, отделение связи.